# Nước vối

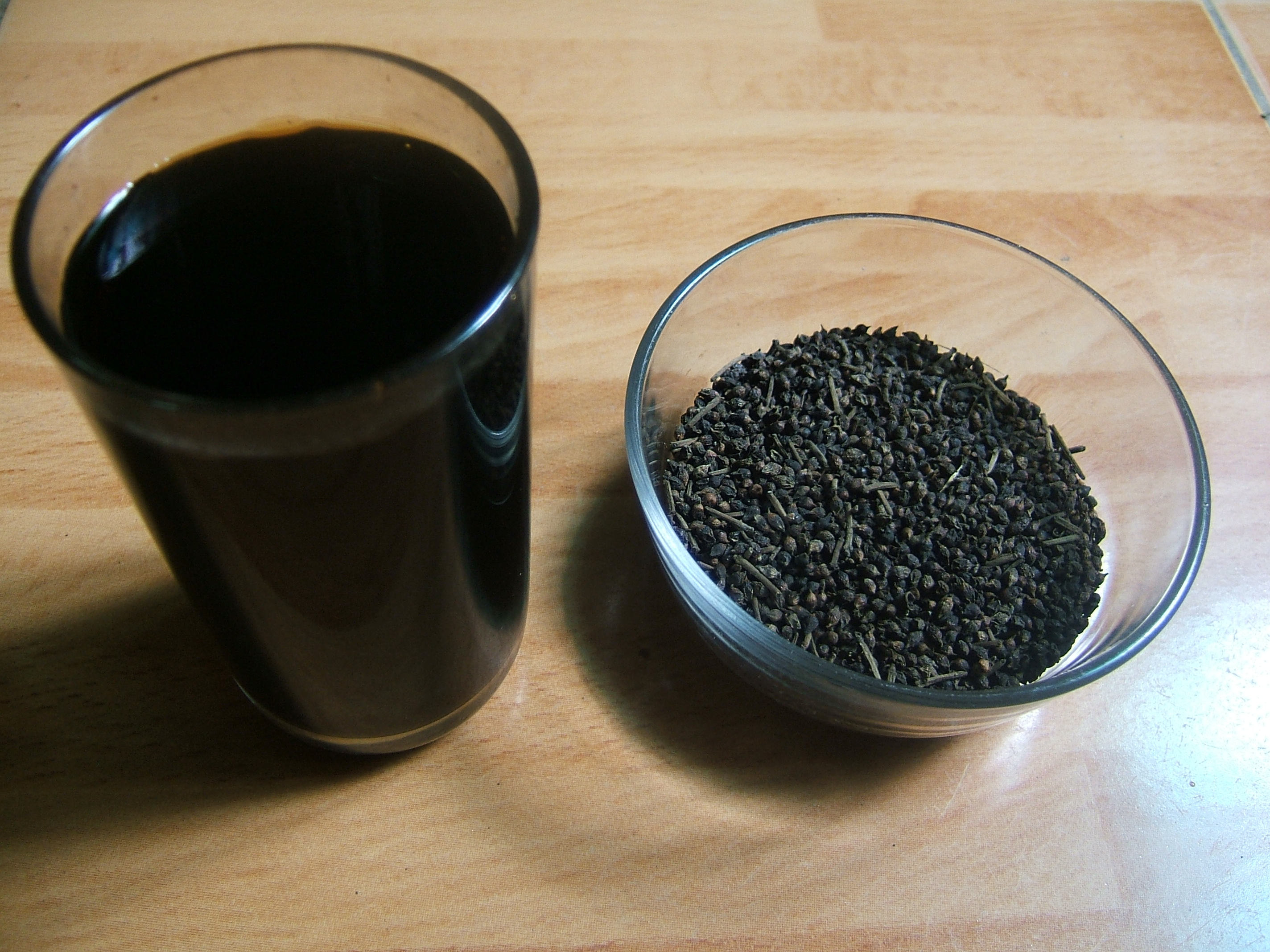
Nụ vối khô và nước vối

Nước vối hay trà vối là một loại đồ uống giải khát được nấu bằng nụ, hoặc lá vối đã ủ chín rồi phơi khô, cũng có thể dùng ngay khi lá còn tươi. Đây là loại đồ uống rất thông dụng ở nông thôn, thậm chí cả thành thị vùng Đồng bằng Bắc Bộ. Nước vối được dùng để uống hàng ngày giống như nước chè xanh.

## Ủ lá vối
Lá vối tươi hay nụ tươi có thể sử dụng được ngay, hoặc lá vối tươi phơi nắng thật kỹ, thật khô giòn rồi dùng.
Tuy nhiên để nước vối được ngon, theo kinh nghiệm dân gian cổ truyền người ta thực hiện qua giai đoạn gọi là ủ lá. Sau quá trình ủ thì chất ngái do nhựa và chất diệp lục của lá sẽ bị phá huỷ và nước vối sẽ ngon hơn. Lá hoặc nụ vối sau khi thu hoạch được rửa sạch nhựa, cho vào thùng, thúng, bồ,... rồi phủ rơm rạ cho đến khi đen đều thì lấy ra rửa sạch phơi khô. Nếu dùng chum, vại để ủ thì chất lượng sản phẩm sẽ ngon do chum, vại giữ được nhiệt và giữ được độ ẩm trong quá trình ủ tốt hơn. Lót lá chuối khô hoặc ít rơm xuống đáy chum, lấy lá vối và các cuống con, bỏ các cuống già, các lá chết, cho vào chum, phía trên lớp lá vối lại phủ kín bằng rơm rạ hay lá chuối khô, sau đó úp sấp chum xuống mặt đất, để vào nơi thoáng mát, sau một thời gian theo kinh nghiệm (và tùy theo mùa) lấy ra phơi thật khô rồi cất đi để dùng dần. Ở nông thôn người dân thường cất lá vối lên gác bếp vì ở bếp khô ráo luôn có khói và bồ hóng nên các vi khuẩn bị hạn chế phát triển, lá vối không bị ẩm mốc.
Quá trình ủ tốt là khi lấy ra phơi lá chín tới và chín đều, tức là sau khi ủ lấy ra phơi lá phải ngả màu vàng chuyển đen đều nhau. Lá vối ủ đúng cách thì được nước và uống thơm ngon hơn.

## Dược tính
Trong lá vối, nụ vối có tanin, một số chất khoáng, vitamin và có khoảng 4% tinh dầu với mùi thơm dễ chịu, một số chất kháng sinh có khả năng diệt được nhiều loại vi khuẩn gây bệnh như Streptococcus, Staphylococcus, vi khuẩn bạch hầu, phế cầu, Salmonella, Bacillus subtilis,...Lá vối tươi hay khô sắc đặc được coi là một thuốc sát khuẩn dùng chữa nhiều bệnh ngoài da như ghẻ lở, mụn nhọt. Trong thực tế, nhân dân ta thường lấy lá vối để tươi vò nát, nấu với nước sôi lấy nước đặc gội đầu chữa chốc lở rất hiệu nghiệm.
Theo tài liệu"Thuốc và sức khỏe": Lá vối có tác dụng kiện tỳ, giúp ăn ngon, tiêu hóa tốt. Chất đắng trong vối sẽ kích thích tiết nhiều dịch tiêu hóa, chất tanin bảo vệ niêm mạc ruột, còn chất tinh dầu có tính kháng khuẩn nhưng không hại vi khuẩn có ích trong ruột. Theo kinh nghiệm của dân gian, lá vối tươi có kết quả trị bệnh cao hơn so với lá đã ủ. Lá vối nấu nước uống có thể trợ giúp tốt trong việc chữa các bệnh hoặc tổn thương sau: Chữa bỏng, viêm gan, vàng da,viêm da lở ngứa.
Nước vối sử dụng giải khát, giải nhiệt, có tác dụng lợi tiểu và mát, dùng thích hợp cho tất cả các mùa trong năm đặc biệt là mùa nóng. Những nghiên cứu gần đây cho thấy nếu chỉ uống nước lọc, nước trắng thì sau một thời gian ngắn (30-40 phút) cơ thể sẽ đào thải hết, nhưng nếu uống nước vối hoặc nước chè tươi, sau thời gian ấy cơ thể chỉ thải loại 1/5 lượng nước đã uống, phần còn lại sẽ thải ra từ từ sau đó.

## Sử dụng
Phương thức nấu nước vối rất đơn giản: lá vối khô rửa sạch cho vào ấm, cho nước lạnh vào đun đến sôi rồi uống nóng hoặc uống lạnh. Nụ vối cũng được đun trong nước đến khi sôi hoặc, thường hơn, có thể được hãm trong nước sôi như cách hãm trà.
Nước vối có màu đỏ nâu nhạt, uống có vị đắng nhẹ, hơi ngọt, hương thơm ngai ngái, thường sử dụng chủ yếu làm đồ uống giải khát, cũng dùng chan cơm như một loại canh, ăn kèm cà pháo muối chua. Bên cạnh đó, nước sắc đặc có thể dùng làm thuốc sát khuẩn chữa nhiều bệnh ngoài da như ghẻ lở, mụn nhọt. Ngoài ra, lá vối để tươi vò nát, nấu với nước sôi có thể gội đầu chữa chốc lở.
Hiện nay, nụ vối khô được đóng gói bày bán nhiều trong các siêu thị.

## Dấu ấn
Cây vối
Mẹ lên thành phố với con
Nhớ hoài cây vối vẫn còn dưới quê
Một năm may có dịp về
Mẹ ngồi bên gốc ủ ê nỗi buồn
Hắt hiu run rẩy cánh chuồn
Mây trời teo tóp mặt khuôn quê nhà
Quán hàng nước đầy Coca
Mẹ tôi ủ lá vối già làm vui
Thương cây gốc đã sần sùi
Ra đi Mẹ cứ ngậm ngùi vấn vương.
...Mẹ ơi!
Quê ta đêm nay có nặng hạt mưa giông
Ấm vối đặc chắc vẫn nồng trong giỏ
Tháng năm rồi vối trong vườn kết nụ
Cô láng giềng còn hái giúp mẹ không?...
(Nước vối quê hương - Nguyễn Trọng Định)